# Britannicus (Racine)
Britannicus Jean Racine drámája, bemutatva 1669. december 14., Bourgogne-palota, Párizs.

## A drámáról
Racine saját költői vallomása szerint Britannicus c. drámájához legtöbbet Tacitus műveiből merített, Tacitus Nero ábrázolásából, Tacitust követi abban is, hogy Narcissust, a gonosz hajlamokkal bíró felszabadított rabszolgát teszi meg darabjában Nero császár bizalmasának, s Britannicus nevelőjének. Drámájában érzékelteti, hogy Nero már ifjú korában is gonosz hajlamokkal bírt, de akkor még leplezni tudta azokat. Nero, a születő szörnyeteg becsületes ellentét párja Burrhus, Nero katonai nevelője, aki a hadtudományokba és a fegyverforgatásba vezette be Nérót, s híres volt erényességéről.
Nero császár szerelemre gyullad Junia iránt. Junia már Nero mostohatestvérének, Britannicusnak a kedvese, szerelmüket látva sem habozik a császár, Narcissus által megöleti Britannicust. Junia a nép segítségével a Vesta-szüzek közé menekül, Narcissus meg akarja ebben akadályozni, de a nép haragja lesújt rá. Erős hangsúlyt kap a darabban Nero császár és anyja, Agrippina hatalmi vetélkedése, Agrippina hatalmi pozíciója nevelt fiának halála után meggyengül, kegyvesztetté válik saját idősebb fiánál, Nero császárnál, mintegy előre vetül a bekövetkező események sötét árnyéka. A darab itt fejeződik be. 1669. december 14-én már bemutatták, s sokszor játszották. Racine így vall Britannicus c. drámájáról és annak kezdeti sikereiről:
"Erről a tragédiámról elmondhatom: ezen dolgoztam legtöbbet. Mégis bevallom, hogy a siker kezdetben nem felelt meg várakozásomnak. Alig került színre, máris számos bírálat érte, melynek támadása alatt össze kellett volna omolnia. Magam is azt hittem, hogy jövendő sorsa nem lesz olyan szerencsés, mint többi tragédiámé. De végül az történt ezzel a darabbal is, ami mindig megtörténik azokkal a művekkel, amelyekben van valami jó. A bírálatok feledésbe mentek, a darab megmaradt. Darabjaim közül jelenleg ezt fogadja legszívesebben az Udvar és a közönség, és ha alkottam valami maradandót és némi dicséretre méltót, a hozzáértők nagy része egyetért abban, hogy az a Britannicus."